# Ferran Civit i Martí
Ferran Civit i Martí (l'Espluga de Francolí, Conca de Barberà, 1977) és un polític català. Des de 2015 fins al 2020 va ser diputat al Parlament de Catalunya. També va ser membre del secretariat de l'Assemblea Nacional Catalana i va forma part de la candidatura de Junts pel Sí a les eleccions de 2015.
Civit és llicenciat en Història per la Universitat de Barcelona, en Periodisme per la Universitat Pompeu Fabra i en Antropologia per la Universitat Rovira i Virgili. Màster en Desenvolupament humà sostenible i local per la Universitat de Girona i en Direcció de gabinets de comunicació i relacions públiques per la Universitat Autònoma de Barcelona. Postgrau en internet, cerca, estructura i gestió de la informació a la Universitat Oberta de Catalunya. Postgrau en periodisme digital multimèdia a la Universitat Politècnica de Catalunya.
Va ser president de les Joventuts d’Esquerra Republicana de Catalunya (JERC) al Camp de Tarragona i responsable de comunicació de les JERC. Va ser cap de l’oposició a l’Espluga de Francolí (2003-2011) i al Consell Comarcal de la Conca de Barberà (2003-2007).
Va ser coordinador de L’Espluga Decideix i de Conca de Barberà per la Independència. Membre del secretariat nacional de l'Assemblea Nacional Catalana (2012-2015), en què va ser coordinador de comunicació i co-coordinador dels actes de les diades del 2012, el 2013 i el 2014, i col·laborador creatiu en la del 2015. El 2012 va ser coordinador nacional amb Ignasi Termes de la Marxa cap a la Independència, que va començar a la Seu Vella (Lleida) i va finalitzar el dia 11 de setembre amb una manifestació a Barcelona, sota el lema "Catalunya, nou estat d'Europa"; i el 2013 per a la Via Catalana cap a la Independència. A les eleccions a secretariat de 2015 no es va presentar per la limitació de mandats fixada als estatuts de l'entitat.
L'any 2015 va ser nomenat president regional d'ERC al camp de Tarragona. A les eleccions al Parlament de Catalunya de 2015 fou elegit diputat per Junts pel Sí.
A les eleccions al Parlament de Catalunya de 2017 fou elegit diputat, aquest cop amb la llista d'Esquerra Republicana de Catalunya-Catalunya Sí. El 2020 va decidir acabar la seva trajectòria parlamentària i no presentar-se a les eleccions al Parlament de 2021.
Va ser president de L'Energètica, l'empresa pública d'energia de Catalunya.